# Mesodiscus
Mesodiscus es un género de foraminífero bentónico considerado homónimo posterior de Mesodiscus Minot, 1877, y sustituido por Triadodiscus de la subfamilia Triadodiscinae, de la familia Involutinidae, del suborden Involutinina y del orden Involutinida. Su especie tipo era Trocholina (Paratrocholina) eomesozoicus. Su rango cronoestratigráfico abarcaba desde el Triásico hasta el Liásico (Jurásico inferior).

## Clasificación
Mesodiscus incluía a la siguiente especie:
- Mesodiscus eomesozoicus †